# Mark Calcavecchia

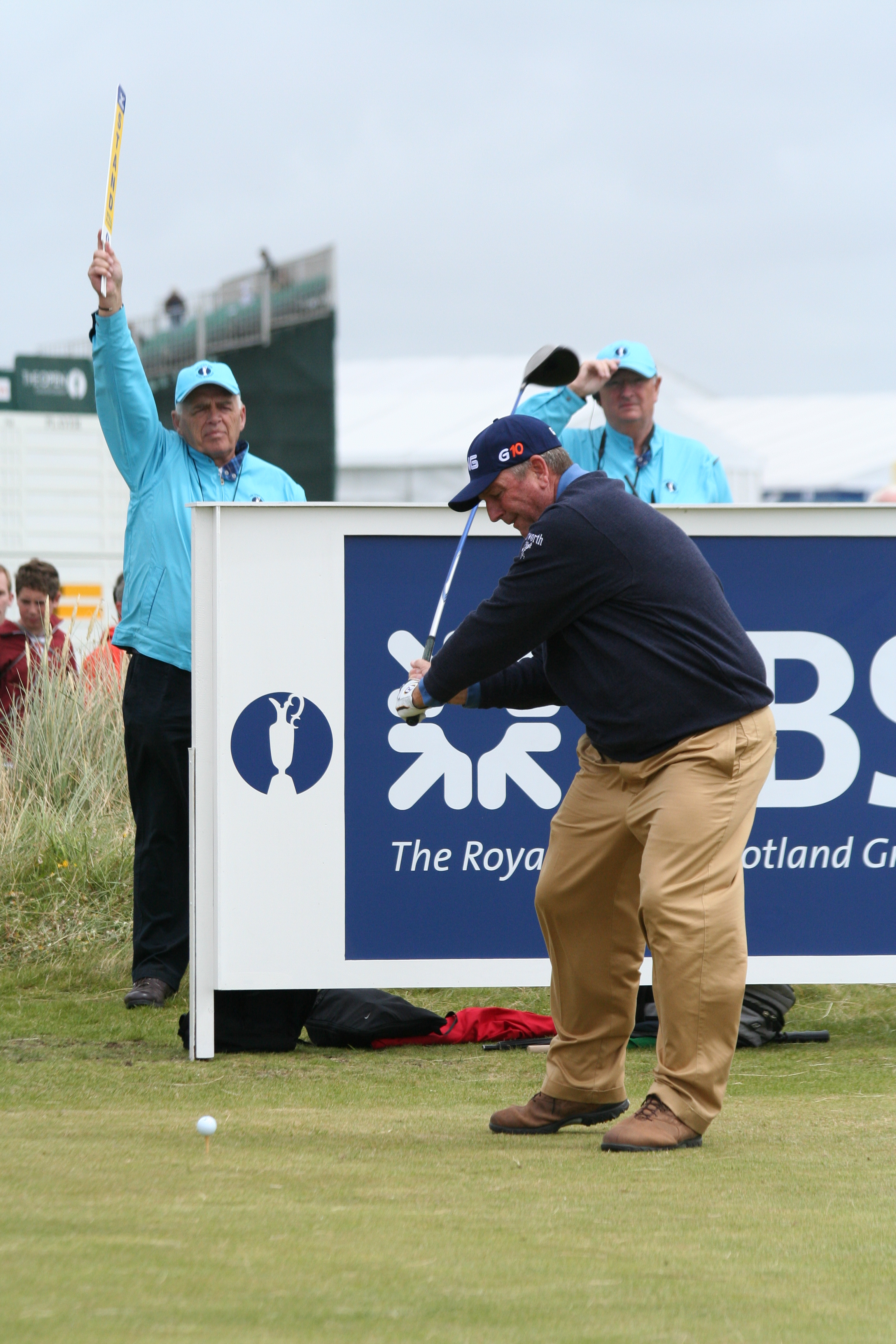
Mark Calcavecchia

Mark Calcavecchia, född 12 juni 1960 i Laurel, Nebraska, är en amerikansk golfspelare. Han utbildade sig på University of Florida, blev professionell 1981 och kom med på PGA-touren 1982.
Calcavecchia hade sin bästa period i slutet på 1980-talet och nådde sin största framgång 1989 då han vann The Open Championship, efter särspel mot Greg Norman och Wayne Grady. Det var enda året som han vann flera PGA-tävlingar med ytterligare två titlar utöver The Open.
I slutet av 2004, hade Calcavecchia vunnit elva gånger på PGA-touren och nio andra proffstävlingar utanför touren. Hans intjänade pengar hade då överstigit 16 miljoner dollar.
Calcavechhia var medlem i USA:s Ryder Cup-lag 1987, 1989, 1991 och 2002.

## Meriter

### Majorsegrar
- 1989 The Open Championship

### PGA-segrar
- 1986 Southwest Golf Classic
- 1987 Honda Classic
- 1988 Bank of Boston Classic
- 1989 Phoenix Open,  Nissan Los Angeles Open
- 1992 Phoenix Open
- 1995 BellSouth Classic
- 1997 Greater Vancouver Open
- 1998 Honda Classic
- 2001 Phoenix Open
- 2005 Bell Canadian Open
- 2007 PODS Championship

### Internationella segrar
- 1988 Australian Open
- 1993 Argentine Open
- 1995 Argentine Open
- 1997 Subaru Sarazen World Open
- 2004 Maekyung Open

### Övriga segrar
- 1989 Dunhill Cup (med Tom Kite och Curtis Strange)
- 1995 Franklin Templeton Shootout (med Steve Elkington)
- 2001 CVS Charity Classic (med Nick Price), Hyundai Team Matches (med Fred Couples)